# Saint-Geoirs
Saint-Geoirs ist eine französische Gemeinde mit 487 Einwohnern (Stand: 1. Januar 2022) im Département Isère in der Region Auvergne-Rhône-Alpes; sie gehört zum Arrondissement Vienne und zum Kanton Bièvre. 

## Geografie
Die Gemeinde Saint-Geoirs liegt am Fluss Rival im Bergland zwischen dem Plateau de Bièvre im Norden und dem Flusstal der Isère, die hier das Vercors-Massiv im Westen begrenzt, etwa 32 Kilometer nordwestlich von Grenoble. Umgeben wird Saint-Geoirs von den Nachbargemeinden Saint-Étienne-de-Saint-Geoirs im Norden, Plan im Osten, La Forteresse im Südosten, Quincieu im Südosten und Süden, Saint-Michel-de-Saint-Geoirs im Süden, Brion im Süden und Südwesten sowie Saint-Pierre-de-Bressieux im Westen.

## Bevölkerungsentwicklung
| Jahr                       | 1962 | 1968 | 1975 | 1982 | 1990 | 1999 | 2006 | 2014 | 2021 |
| -------------------------- | ---- | ---- | ---- | ---- | ---- | ---- | ---- | ---- | ---- |
| Einwohner                  | 331  | 281  | 269  | 314  | 354  | 410  | 469  | 521  | 496  |
| Quellen: Cassini und INSEE |      |      |      |      |      |      |      |      |      |

## Sehenswürdigkeiten

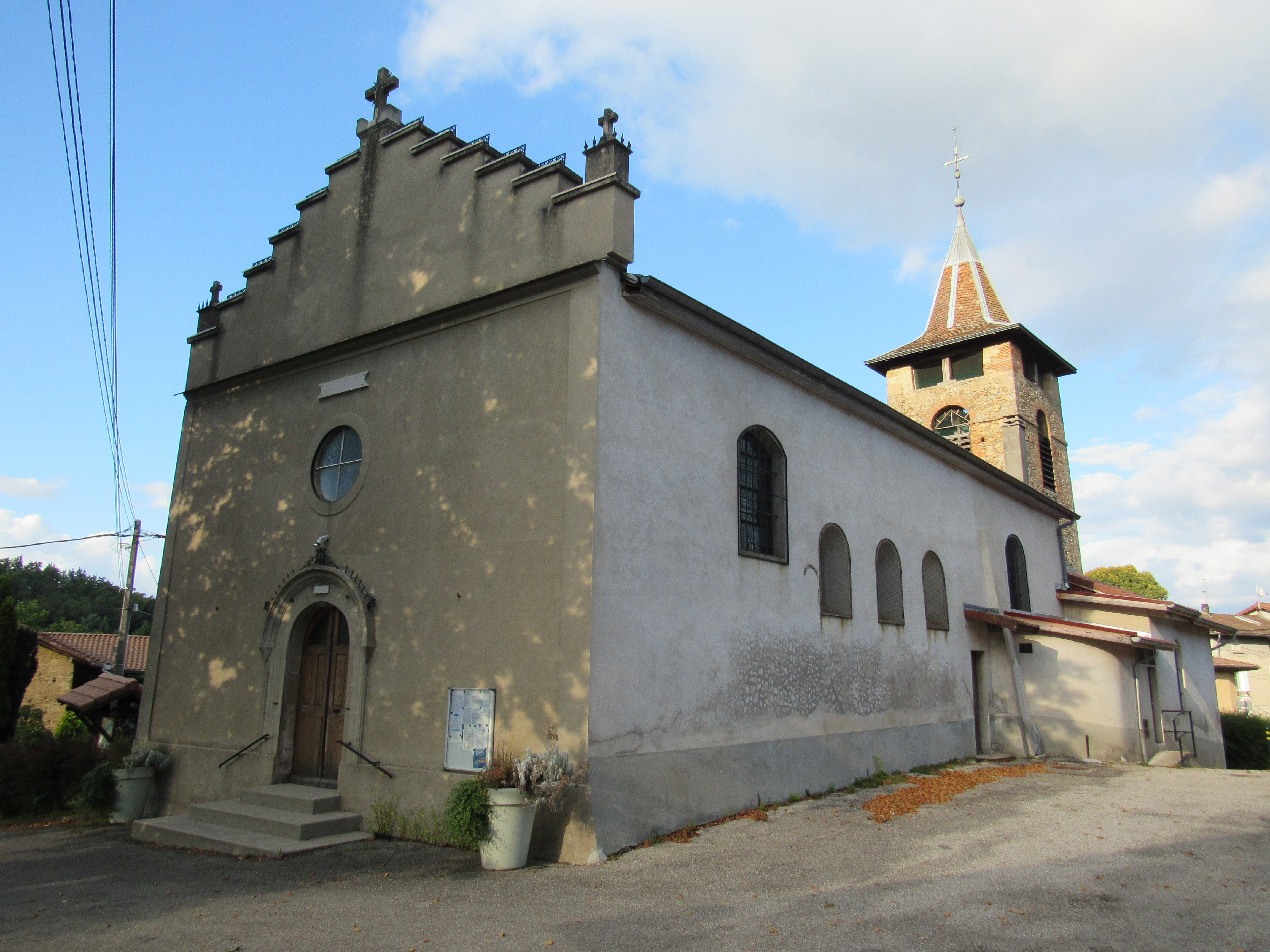
Kirche Saint-Georges

- Kirche Saint-Georges